# Gone to Texas
Gone to Texas è il quarto album in studio della cantante danese Dicte, pubblicato il 20 ottobre 2003 su etichette discografiche Velvet Recordings e Bonnier Music.

## Tracce
1. Make It Alright – 3:32
2. No! (Let Me Hear You Say) – 3:19
3. The Moody Blues – 4:09
4. So So Good – 3:38
5. Crawling – 4:54
6. A Good Day – 3:37
7. Sweeter – 4:18
8. The Good Life – 3:22
9. How It's Done – 4:07
10. My Thing – 4:52

## Classifiche
| Classifica (2003) | Posizione massima |
| ----------------- | ----------------- |
| Danimarca         | 10                |